# ヴャチェスラフ・ショクロフ

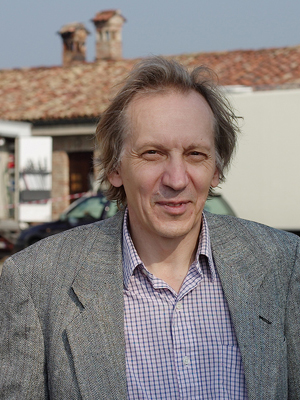
ヴャチェスラフ V. ショクロフ

ヴャチェスラフ・ウラジーミロヴィチ・ショクロフ（露: Вячеслав Владимирович Шокуров, 英: Vyacheslav Vladimirovich Shokurov、1950年5月18日 - ）は、ロシア出身の数学者。専攻は代数幾何学。ネター・エンリケ・ペトリ定理、錐体の定理、非特異ファノ多様体上での線の存在、ログフリップの存在など代数幾何学の基本的な定理を証明した。

## 学生時代
ショクロフは1968年にモスクワ大学数学部に入学した。学生時代から頭角を現し、1970年にはネター・エンリケ・ペトリ定理を証明した。後にこの結果を利用して、polarized prym 多様体に対するSchottkiタイプの問題と非特異ファノ多様体上での線の存在を証明した。
同大学でユーリ・マニンの指導の下、1976年に博士号を取得した。学位論文は久賀多様体に関する研究結果。

## 双有理幾何学
ショクロフは双有理幾何学での功績でもっとも有名である。博士号取得後はバシリー・イスコフスキーからもっとも影響を受けた。ショクロフはイスコフスキーから提示された2つの問題、3次元非特異ファノ多様体上で線の存在性と反標準因子が定義する線形系の一般な元の非特異性に関する問題を解き、高次元の場合まで一般化した。イスコフスキーによる3次元Qコニック束の有理性基準は、1983年に発表されたショクロフの論文Prym varieties: theory and applicationsの重要な適応である。
1980年代末からは、極小モデルプログラム（森理論、MMP）の分野で活躍する。1985年に発表されたThe nonvanishing theoremは、この分野でもっとも基本的な定理のひとつで、錐体の定理、半豊富の定理などの証明などに使われる。この論文で証明された3次元フリップの終止は、同じ手法で任意の次元にまで一般化できる。
ショクロフは3-fold log flipsで奇抜的なアイデアを用い、3次元のログフリップの存在を証明した。この論文で使われた帰納法やログペアに対する特異点理論は高次元にも拡張可能である。彼が2001年に証明した4次元フリップの存在に関する定理は、2冊の本（『Flips for 3-folds and 4-folds』と『Birational geometry: linear systems　and finitely-generated algebras』）で詳しく説明されている。4名の著者（Caucher Birkar, Paulo Cascini, Christopher Hacon, James McKernan）によるExistence of minimal models for varieties of log general typeは、ショクロフのアイデアを主に応用した重要な結果である。

## 現在
ショクロフは現在、ジョンズ・ホプキンス大学の教授、ステクロフ数学研究所の研究員である。